# Шёнкирхен
Шёнкирхен (нем. Schönkirchen) — община в Германии, в земле Шлезвиг-Гольштейн. 
Входит в состав района Плён. Подчиняется управлению Шрефенборн.  Население составляет 6272 человека (на 31 декабря 2010 года). Занимает площадь 16,02 км².